# Emma Kimell
Emma Kimell, född 11 juli 2003, är en svensk fotbollsspelare som tidigare spelat för AIK.

## Karriär
Kimell föddes den 1 juli 2003 på Huddinge Sjukhus och är uppvuxen i Trångsund utanför Stockholm. Vid 6 års ålder inledde hon sin spelarkarriär i moderklubben Skogås-Trångsunds FF, där hon spelade fram till 2017 innan hon bytte klubb och började spela för Enskede IK. 
2018 bytte Kimell återigen klubb och blev då del av AIK:s flickadademi. I början av 2022 meddelade AIK att Kimell och klubben hade kommit överens om ett A-lagskontrakt över säsongen 2023. 2023 var hon utlånad till Enskede IK. Efter kontraktets slut blev det ingen förlängning mellan AIK och Kimell.